# Enteropeptidase
Enteropeptidase oder (veraltet und nach biochemischer Nomenklatur irreführend, da das Enzym keine Phosphorylierung katalysiert) Enterokinase, ist ein Enzym im Bürstensaum der Wirbeltiere, welches von der Duodenalschleimhaut gebildet wird. Durch Abspaltung eines Hexapeptids (Val-[Asp]4-Lys) wandelt die membrangebundene Enteropeptidase das inaktive Proenzym Trypsinogen in dessen aktive Form Trypsin um, wodurch es indirekt weitere Enzyme des Pankreassekrets aktiviert.
Die Enteropeptidase katalysiert folgende Reaktion:
Trypsinogen → Trypsin + Hexapeptid